# Alquézar

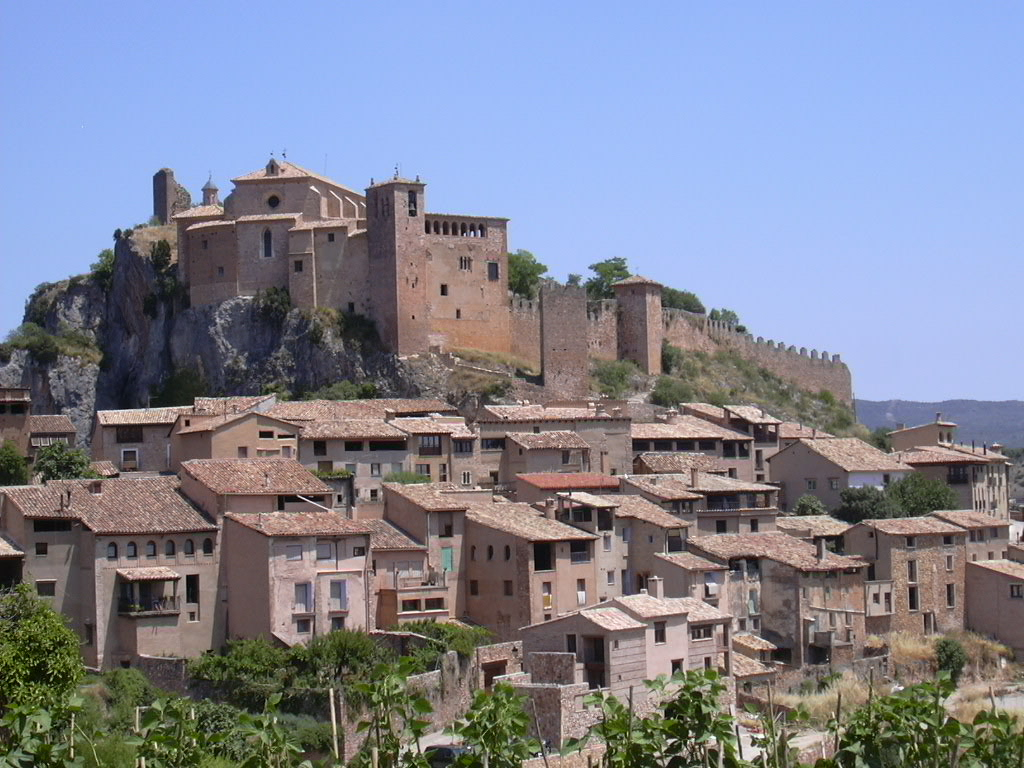
View of Alquézar with colegiate church on the top

Alquézar là một đô thị trong tỉnh Huesca, Aragon, Tây Ban Nha. Năm 2004, đô thị này có dân số là 309 người.

## Dân số
| 1900 | 1910 | 1930 | 1940 | 1950 | 1960 | 1970 | 1981 | 1986 | 1992 | 1999 | 2004 |
| ---- | ---- | ---- | ---- | ---- | ---- | ---- | ---- | ---- | ---- | ---- | ---- |
| 826  | 819  | 585  | 510  | 403  | 331  | 371  | 297  | 283  | 267  | 304  | 309  |